# أنطونيو جالفاو
أنطونيو جالفاو (بالبرتغالية: António Galvão‏) هو مستكشف ومؤرخ برتغالي، ولد في 1490 في لشبونة في البرتغال، وتوفي بنفس المكان في 1557.